# تئودورا کروبر
تئودورا کروبر (انگلیسی: Theodora Kroeber; ۲۴ مارس ۱۸۹۷ – ۴ ژوئیهٔ ۱۹۷۹) نویسنده، و انسان‌شناس اهل ایالات متحده آمریکا بود. او بیشتر به خاطر روایت‌هایش از فرهنگ‌های بومی کالیفرنیا شناخته شده‌است. کروبر در دنور، کلرادو به دنیا آمد، در شهر معدنی تلیوراید بزرگ شد و مدت کوتاهی به عنوان پرستار کار کرد. او برای تحصیلات کارشناسی خود دردانشگاه کالیفرنیا، برکلی (UC Berkeley) حضور یافت و در سال ۱۹۱۹ در رشته روان‌شناسی فارغ‌التحصیل شد و در سال ۱۹۲۰ مدرک کارشناسی ارشد را از همان مؤسسه دریافت کرد.
او در سال ۱۹۲۰ ازدواج کرد و در سال ۱۹۲۳ بیوه شد و تحصیلات دکترا را در رشته مردم‌شناسی در دانشگاه کالیفرنیا برکلی آغاز کرد. او در دوران تحصیل با انسان‌شناس آلفرد لوئیس کروبر آشنا شد و در سال ۱۹۲۶ با او ازدواج کرد. یکی از دو فرزند نویسنده اورسولا کی لو گوین بود. کروبرها با هم به بسیاری از مکان‌های صحرایی آلفرد، از جمله حفاری باستان‌شناسی در پرو، که تئودورا در فهرست‌نویسی نمونه‌ها کار می‌کرد، سفر کردند. در بازگشت، آلفرد، تئودورا را تشویق کرد که به کار فارغ‌التحصیلی خود ادامه دهد، اما او نپذیرفت زیرا احساس می‌کرد که مسئولیت‌های زیادی دارد.
کروبر در اواخر عمرش، پس از بزرگ شدن فرزندانش، شروع به نوشتن حرفه ای کرد. او کتاب The Inland Whale را که مجموعه‌ای از روایت‌های ترجمه شده بومی کالیفرنیا است در سال ۱۹۵۹ منتشر کرد. دو سال بعد، او Ishi in Two Worlds را منتشر کرد، گزارشی از ایشی، آخرین عضو قوم یاهی کالیفرنیای شمالی، که آلفرد کروبر بین سال‌های ۱۹۱۱ و ۱۹۱۶ با او دوست شده بود و در مورد ان‌ها مطالعه کرده بود. این جلد به‌طور گسترده فروخته شد و تحسین زیادی از منتقدان معاصر دریافت کرد. بررسی‌های گذشته‌نگر متفاوت‌تر بود، به تصویری سرکش کروبر از استعمار کالیفرنیا اشاره کرد، اما دیدگاه او را در مورد رفتار ایشی مورد انتقاد قرار داد.
نه سال پس از مرگ آلفرد در سال ۱۹۶۰، تئودورا کروبر با هنرمند جان کوین ازدواج کرد. کروبر چندین اثر دیگر را در سال‌های بعد منتشر کرد، از جمله با همکاری دخترش اورسولا و زندگی‌نامه آلفرد کروبر را نگارش کرد. او یک سال قبل از مرگش در سال ۱۹۷۹ به عنوان نایب رئیس دانشگاه کالیفرنیا خدمت کرد. توصیف شده‌است که او بر کار انسان‌شناسی شوهرش تأثیر گذاشته‌است و از طریق «ایشی در دو جهان» به فرهنگ بومی الهام گرفته‌است. یک بیوگرافی در سال ۱۹۸۹ بیان کرد که «قدرت بزرگ او به عنوان مترجم یک فرهنگ به فرهنگ دیگر بود». 

## زندگی
تئودورا کوول کراکاو در ۲۴ مارس ۱۸۹۷ در دنور، کلرادو به دنیا آمد و چهار سال اول دوران کودکی خود را در آنجا زندگی کرد. او در شهر معدنی تلوراید بزرگ شد. در آن جا والدینش، فیب جین (نام خانوادگی جانستون) و چارلز امت کراکاو، صاحب یک فروشگاه عمومی بودند.  خانواده چارلز از مهاجران لهستانی بودند و فیب در وایومینگ بزرگ شده بود. تئودورا کوچک‌ترین فرزند از سه فرزند کراکاو بود. او دو برادر داشت، که پنج و ده سال بزرگتر از او بودند.  همه بچه‌ها در مدارس تلوراید تحصیل کردند. برادران تئودورا پزشک شدند. تئودورا که خود را فردی خجالتی و درونگرا توصیف می‌کرد، گفت که دوران کودکی اش شاد بوده‌است.  نام خانوادگی او "Kracaw" باعث شد که دوستانش به او لقب "Krakie" بدهند.
کراکاو در سال ۱۹۱۵ به عنوان مدرس کلاس خود در دبیرستان تلوراید فارغ‌التحصیل شد. پس از فارغ‌التحصیلی، او به عنوان یک پرستار داوطلب در بیمارستان هادلی در کلرادو مشغول به کار شد. در همان سال، خانواده کلرادو را ترک کردند و به اورلند، کالیفرنیا نقل مکان کردند، زیرا انتظار می‌رفت ارتفاع پایین‌تر آنجا برای سلامتی پدرش مفید باشد.   کراکاو در سال ۱۹۱۵ در دانشگاه کالیفرنیا، برکلی (UC Berkeley) ثبت نام کرد. او قبل از تصمیم‌گیری در مورد تحصیل روان‌شناسی، رشته اقتصاد یا ادبیات انگلیسی را در نظر گرفت.  او در طول سال‌های لیسانس، دوستانی مادام‌العمر پیدا کرد، از جمله ژان مک‌فارلین، که علاقه‌اش به روان‌شناسی باعث شد کراکاو آن رشته را برای تحصیل انتخاب کند.  او در سال ۱۹۱۹ با لیسانس روان‌شناسی فارغ‌التحصیل شد  و تحصیلات تکمیلی را در دانشگاه کالیفرنیا برکلی آغاز کرد.  پایان‌نامه کارشناسی ارشد او به مطالعه ۱۰ خانواده در سانفرانسیسکو پرداخت که فرزندان آنها با دادگاه نوجوانان درگیر بودند. او به عنوان یک افسر مشروط داوطلب شد و ملزم به ملاقات و گزارش در مورد خانواده‌هایی بود که در حال تحصیل بود. او بعداً نوشت که در نوشتن در مورد این خانواده‌ها تلاش می‌کند تا بی‌طرف باشد.  کراکاو مدرک کارشناسی ارشد خود را در روان‌شناسی بالینی در سال ۱۹۲۰ دریافت کرد

## یادداشت
1. ↑  Her father built one of the largest general merchandise businesses in Orland and became president of the local chamber of commerce. In November 1917, because of failing eyesight, a complication of Bright's disease, he sold his business.[۶][۷] He died by suicide the following June.[۷] Buzaljko states that her father suffered setbacks in his business, and facing both blindness and tuberculosis, he died by suicide in 1917.[۸]